# BA-10
O BA-10 (Russo: Broneavtomobil 10) foi um veículo soviético desenvolvido em 1938 e produzido até 1941. Ele foi o veículo soviético pesado mais produzido antes de 1941 - totalizando 3311 em três versões. Estas versões foram o BA-10, o BA-10M (com um novo rádio) e o BA-10ZhD (com rodas de uso duplo para ferrovia e estrada. O BA-10 básico foi derivado dos veículos blindados BA-3 e BA-6. Foi construído sobre o chassi do caminhão comercial GAZ-AAA, que foi reforçado para suportar o peso extra da blindagem.  Pretendeu-se que o BA-10 fosse substituído em 1941 pelo BA-11 com motor a diesel e um design de armadura mais sofisticado, mas o início da guerra impediu a produção do BA-11.

## Desenvolvimento
Durante o final da década de 1930, os engenheiros soviéticos de veículos de combate blindados incorporaram o conceito de blindagens inclinadas em todos os seus novos projetos e redesenharam alguns veículos existentes para aproveitá-lo. O BA-10 usou um layout de armadura ligeiramente menor e de inclinação maior do que o do seu antecessor o BA-6, melhorando assim a proteção ao mesmo tempo em que conseguia uma sensível redução no peso do veículo. A maior potência do motor (50 cv, em comparação com 40 CV no BA-6) tornou o veículo mais confiável e adaptável as necessidades militares dos soviéticos.
Tal como os seus predecessores, o BA-10 poderia ser convertido para uma adaptação que o permitisse transitar com lagartas no lugar das rodas comuns. No início do projeto as lagartas foram colocadas em cima dos pára-lamas, porem os modelos posteriores tinham uma caixa de transição fechada na mesma altura das rodas normais. As lagartas eram frequentemente instaladas quando o veículo precisava se deslocar através da neve ou do solo macio.

## Histórico de combate
O BA-10 viu suas primeiras ações em combate em enfrentamentos contra os japoneses na Manchúria  durante a Batalha de Khalkhin Gol, em 1939.
Durante a Segunda Guerra Mundial, o BA-10 foi usado contra os alemães na Frente Oriental como veículo pesado de reconhecimento, mas raramente fora visto após o inverno de 1941-42 quando já me mostrara bastante obsoleto para essa função. Mais tarde na guerra, o papel de veículo pesado de reconhecimento fora assumido por tanques leves, como o T-60 e o T-70 . Alguns BA-10 foram vistos até 1943 na frente de Leningrado mas nessa ocasião sua utilização já era delega apenas a papeis de reserva.

Um grande número de BA-10 capturados foram utilizados pelos países do Eixo na Europa. Em maio de 1945, alguns BA-10 do Exército Russo de Libertação lutaram ao lado dos defensores durante a revolta de Praga .
| {{{caption}}}                                         |
| Um BA-10 destruído depois da Batalha de Khalkhin Gol. |

## Referencias
- М. Коломиец. Броня на колёсах. История советского бронеавтомобиля 1925—1945. — Москва: Яуза, Стратегия КМ, Эксмо, 2007. — 384 с. — (Советские танки). — 6000 экз. — ISBN 978-5-699-21870-7
- А. Г. Солянкин, М. В. Павлов, И. В. Павлов, И. Г. Желтов. Отечественные бронированные машины. XX век. 1905—1941. — Москва: Экспринт, 2002. — Т. 1. — 344 с. — 2000 экз. — ISBN 5-94038-030-1
- Coleção Armas de Guerra Vol. 10 - Veículos Militares 1906-1943 pág. 29 - Abril coleções São Paulo: Abril de 2010 - ISBN 978-85-7971-146-6